# Миз, Жорж
Жорж Миз (1904—1999) — швейцарский гимнаст, четырёхкратный олимпийский чемпион. Единственный швейцарец, выигравший 4 золотые медали на летних Олимпийских играх (на зимних Играх по 4 золота выиграли Дарио Колонья и Симон Амман).

## Биография
Право участвовать в своей первой Олимпиаде Жорж завоевал в 1924 году, заняв второе место в национальном чемпионате. В общей сложности он участвовал в четырёх Олимпийских играх и завоевал восемь медалей, рекордное количество медалей в Швейцарии, равное количеству наград с его товарищем по команде Ойгеном Маком, но при этом у Миза четыре золота против двух у Мака.
Между Олимпийскими играми 1924 и 1928 годов Жорж проходил военную службу, работал в качестве тренера по гимнастике в Нидерландах. Вернувшись в Швейцарию, он работал в спортивной компании и разработал свою собственную модель брюк для гимнастики.
В 1928 играх в Амстердаме Миз был самым успешным спортсменом Швейцарии. После Олимпиады переехал в Кьяссо в Тичино. В Кьяссо он работал в качестве учителя гимнастики и был ответственным за развитие одиночных видов спорта в городе.
В 1932 году в Лос-Анджелесе, он был единственным швейцарцем, уехавшим с игр с медалью. Хотя его участие в играх было под большим вопросом. Федерация Швейцарии решила не направлять команду на Олимпиаду из-за мирового экономического кризиса. Жорж поехал в качестве индивидуала. На каждом из видов соревнований проводилось голосование об участии индивидуалов в соревнованиях. Так Жорж принял участие в соревновании по вольным упражнениям.
В 1934 Миз участвовал в единственном для него чемпионате мира, где он выиграл золото в вольных упражнениях и с командой, а также серебро — на перекладине. В 1936 году он, наконец, выиграл олимпийское золото в вольных упражнениях и завершил карьеру.
Позже Миз стал тренером швейцарской национальной команды по гимнастике. Некоторое время работал в Красном Кресте (во время Зимней войны в Финляндии). После Второй мировой войны он основал несколько успешных частных школ, писал книги по спортивной медицине.
Ему принадлежало несколько теннисных кортов. Конец жизни провёл в Лугано, где умер в 1999 году в возрасте 94 лет вскоре после инсульта.